# Louis Phélypeaux, hrabě de Saint-Florentin
Louis Phélypeaux, vévoda de la Vrillière, hrabě de Saint Florentin (Louis III. Phélypeaux, duc de La Vrillière, marquis de Châteauneuf-sur-Loire et de La Vrillière, comte de Saint-Florentin, baron d'Hervy) (18. srpna 1705, Paříž, Francie – 27. února 1777, Paříž, Francie) byl francouzský státník a dvořan s dlouholetým vlivem za vlády Ludvíka XV. Pocházel z úřednické šlechty (noblesse de robe) a od mládí působil u dvora, zastával funkce ministra pro církevní záležitosti (1725–1775) a ministra královského domu (1749–1775). V letech 1770–1771 byl krátce ministrem zahraničí a v roce 1770 obdržel titul vévody (většinu svého života byl znám jako hrabě de Saint-Florentin). Nechal postavit palác Hôtel de Saint-Florentin na náměstí Place de la Concorde a podle paláce byla pojmenována ulice Rue Saint-Florentin.

## Životopis

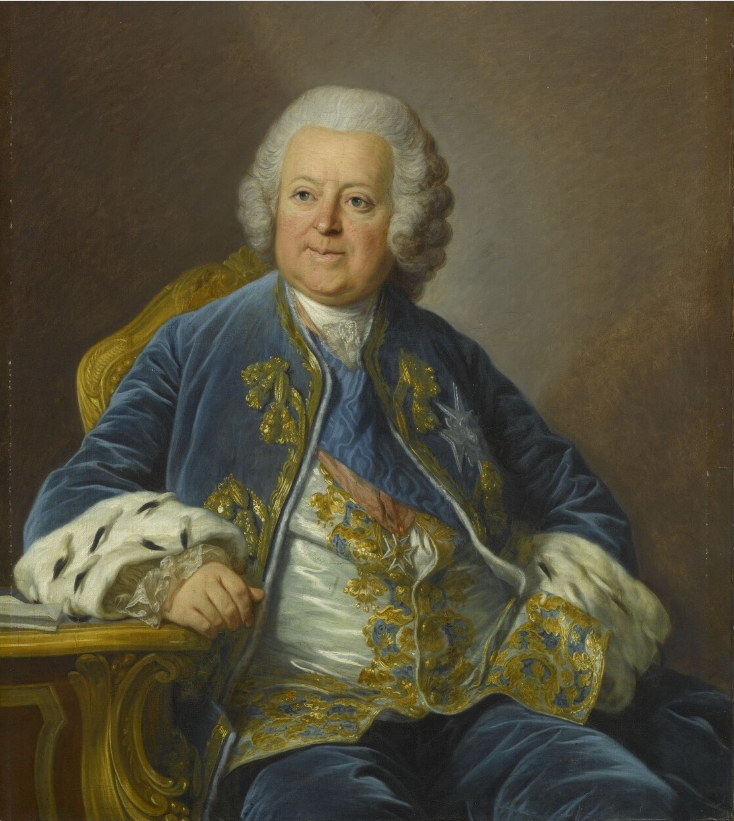
Ministr královského domu Louis Phélypeaux, hrabě de Saint-Florentin (portrét z roku 1769, Muzeum Versailles)

Pocházel z vlivné šlechtické rodiny Phélypeaux, narodil se jako jediný syn ministra Louise Phélypeauxe, markýze de La Vrillière (1672–1725). Od mládí žil u dvora a po otci převzal v roce 1725 úřad ministra pro církevní záležitosti (Secrétaire d'État de la Religion prétendue réformée, 1725–1775); tento úřad byl v rodině Phélypeauxů v podstatě dědičný od roku 1610 a jeho úkolem bylo pronásledování hugenotů. Zároveň byl státním sekretářem s kompetencí pro správu královských financí a v letech 1736–1756 kancléřem královských řádů. V letech 1743–1749 zastával navíc funkci kancléře královny Marie Leszczyńské. Po bratranci hraběti Maurepasovi převzal v roce 1749 ministerstvo královského domu (Sécretaire d'État à la Maison du Roi) a od roku 1751 navíc s titulem státního ministra patřil k nejvýznamnějším osobnostem vlády Ludvíka XV. I když se vláda Ludvíka XV. vyznačovala uvolňováním náboženských poměrů, Phélypeaux proslul velmi přísným postupem proti hugenotům a likvidací nekatolických staveb. V letech 1770–1771 byl krátce též ministrem zahraničí a v roce 1770 obdržel titul vévody de La Vrillière. Jako ministr královského domu se při obsazování státních a dvorských úřadů v závěru kariéry dostával do sporů s poslední milenkou Ludvíka XV. hraběnkou du Barry. Po nástupu Ludvíka XVI. byl okamžitě ze všech funkcí odvolán. Mimo jiné tím skončila více než osmdesátiletá vláda Phélypeauxů na ministerstvu královského domu, protože do této funkce byl v roce 1775 jmenován osvícenský politik hrabě de Malesherbes.
Byl členem Francouzské akademie, Akademie krásné literatury, rytířem Řádu sv. Ducha a rytířem Řádu sv. Michala. V roce 1765 utrpěl vážné zranění na lovu a musela mu být amputována levá ruka. Jeho hlavní rezidencí byl pařížský palác Hôtel de Saint-Florentin postavený v letech 1767–1769 na nově zřízeném náměstí Place de la Concorde (palác později přešel do majetku rodu vévodů Fitzjames a od roku 1812 jej vlastnil Charles Maurice de Talleyrand-Périgord). Podle paláce byla nakonec pojmenována i ulice Rue Saint-Florentin.
Jeho manželkou byla od roku 1724 německá šlechtična hraběnka Amélie von Platen (1701–1767), manželství zůstalo bez potomstva. Z nemanželského poměru s Marií Madeleine de Cusacque (1725–1778) měl dceru Aglaé (1756–1778), která se provdala za Scipiona de La Garde, v roce 1792 krátkodobého ministra zahraničí.